# 室韦
室韦，也译失韦，是中国隋唐史籍上的一个分布于今大兴安岭与小兴安岭之间的一群古代蒙古語部落的泛称，與居住在他們南方的契丹人及奚族同源，可能同樣分支於原始蒙古族，很早就與突厥語民族及通古斯語民族通婚。其首領稱作「乞引莫賀咄」，曾於北齊時與中國接觸，隨後不定時向中國納貢。原隸屬於匈奴與鮮卑之下，唐朝時為突厥附屬，突厥被回紇取代後臣服於契丹，後加入蒙古帝國，成為蒙古的一支。

## 歷史
《隋書》記載，室韋與契丹及奚族起源相同，同源自東胡。语言文化相近。居住在契丹北方，臨近靺鞨，活動于嫩江及黑龙江中上游流域。隋代时室韦分为5部，分别是南室韦、北室韦、钵室韦、深末怛室韦、大室韦，隸屬於突厥汗國之下。
唐太宗贞观五年（631年），在东突厥汗国被唐军瓦解之后，向唐太宗“朝贡”。8世纪的盛唐时期，室韦分为九部，分布于嫩江与黑龙江交汇处以下的黑龙江河道（那河）沿岸的为达末娄部、达姤部，乌罗浑部和黄头部；居大兴安岭以西者为：居俱轮泊（今达赉湖）南的乌素固部、移塞没部塞曷支部和鲜部（黑车子室韦）；居今额尔古纳河沿岸的西室韦部、大室韦部和居今石勒喀河西岸的为蒙兀室韦部。蒙兀室韋，成為後世蒙古帝國的核心部落。
10世纪时居住在西拉木伦河沿岸的契丹人兴起，耶律阿保机于907年称可汗，并在916年打败当时的契丹八部，征服了奚和黑車子室韦，建立了大契丹国。辽太宗之后，室韦各部尽隶属于契丹。
12世纪中葉，蒙兀室韦部的尼伦部落，在成吉思汗的祖先合不勒汗的带领下从额木尔河西迁至斡难河、土拉河、乌尔逊河发源地肯特山地。
13世纪初葉，1206年，蒙古尼伦的乞颜部首领成吉思汗征服了当时蒙古高原各部落，在斡难河（今鄂嫩河）召开庫力台大會，一致推举为其为大蒙古国大汗，标志着蒙古帝国的建立。

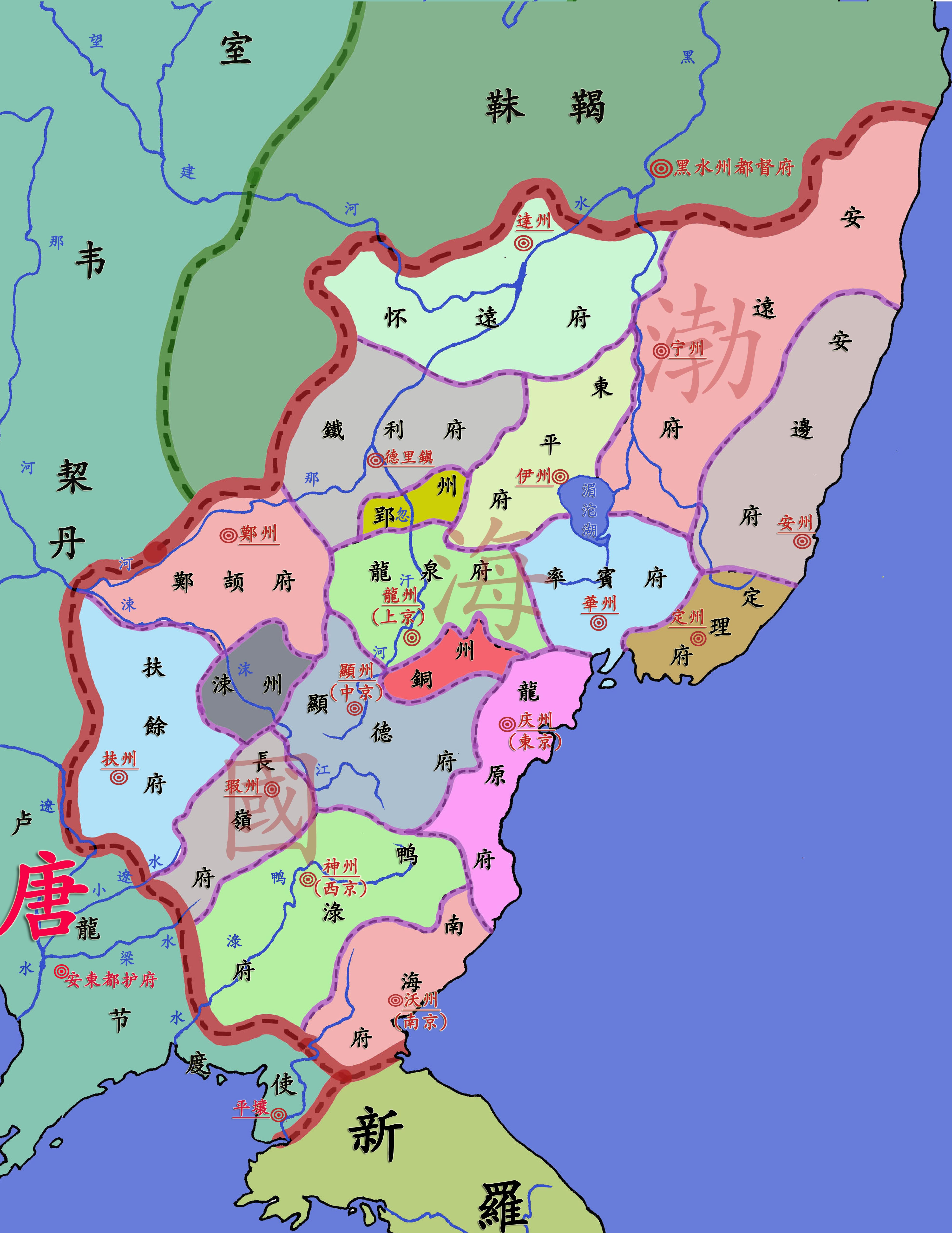
渤海国西侧为室韦

## 考證
伯希和认为，室韦是鲜卑的同名异译。由於語音變遷和方音差異，該民族自稱Serbi、Shirwi。於是漢人音譯成鮮卑、室韋。内蒙古学者亦邻真在《中国北方民族与蒙古族族源》中赞同此说。
中華人民共和國學者姚大力於《北方民族史十論》中認爲，語音上的近似只能作爲否定的判斷方法，根據傳說和考古學斷定，室韋蒙古起源於呼倫貝爾附近的山谷，與鮮卑並不同源，主張室韋源自通古斯族。

## 流行文化和影視形像
- 電子遊戲《仙劍奇俠傳三外傳·問情篇》中的第三男主角雷元戈即室韋族族長，另外則是遊戲結局之一中溫慧要嫁給的室韋國王。

## 延伸阅读
[在维基数据编辑]
 《欽定古今圖書集成·方輿彙編·邊裔典·失韋部》，出自陈梦雷《古今圖書集成》
 《魏書/卷100》，出自魏收《魏书》
 《北史·卷094》，出自李延壽《北史》
 《隋書/卷84》，出自魏徵《隋书》
 《舊唐書·卷199下》，出自刘昫《舊唐書》
 《新唐書·卷219》，出自《新唐書》